# Eppendorf
Eppendorf är en kommun och ort i Landkreis Mittelsachsen i förbundslandet Sachsen i Tyskland. Kommunen har cirka 3 900 invånare.

## Vänorter
Eppendorf har följande vänorter:
- Frouard, Frankrike
- Lohmar, Tyskland
- Pompey, Frankrike

Dessutom är Kleinhartmannsdorf i Eppendorf vänrot med tjeckiska Málkov.